# 도직항
도직항(道直港, Dojik Harbor)은 강원특별자치도 강릉시 옥계면 도직리에 있는 소규모 어항이다.

## 연혁
- '도직'은 ‘길이 곧다’는 의미의 도직에서 그 명칭이 유래하였다.

## 교통
- 교통은 승용차로 강릉인터체인지에서 (안인)7번국도, 정동진, 심곡, 금진, 옥계를 지나면 도직으로 이어진다. 버스로는 강릉시내 또는 남대천에서 111번 버스(2시간에 한 대)를 타고 옥계에서 하차하여 동해로 가는 버스로 환승해야 한다.

## 어항 현황
- 50가구 정도가 어업에 종사하고 있다. 주요 어장인 연안어장의 해상거리는 1~5km이며 2월과 10월 사이에는 가자미가, 4월과 11월 사이에는 문어가 많이 잡힌다. 그 외에 해조류도 많이 수확된다.

## 주변 관광
- 인근에 위치한 항구로는 금진항이 육상으로 3km, 해상으로 4km 정도 떨어져 있다. 조그마한 나루터와 같은 작은 항구로 얼핏 지나치면 작은 방파제만 보일 정도의 규모이며, 통상 출어는 오전 6시 경에, 입항은 오후 3~4시 경에 이루어진다.
- 1975년 동해고속도로의 개통으로 본래 마을이 없어지고 주민 모두가 도로 서편의 연어골로 이주하게 되면서 마을과 항구사이에 7번국도가 가로놓이게 되었다.
- 마을에서는 매년 5월 단오에 수리영산제를 지내며 또한 매년 정월보름, 단오, 섣달보름에는 300여 년간이나 이어져온 서낭제를 지낸다.